# Luidji

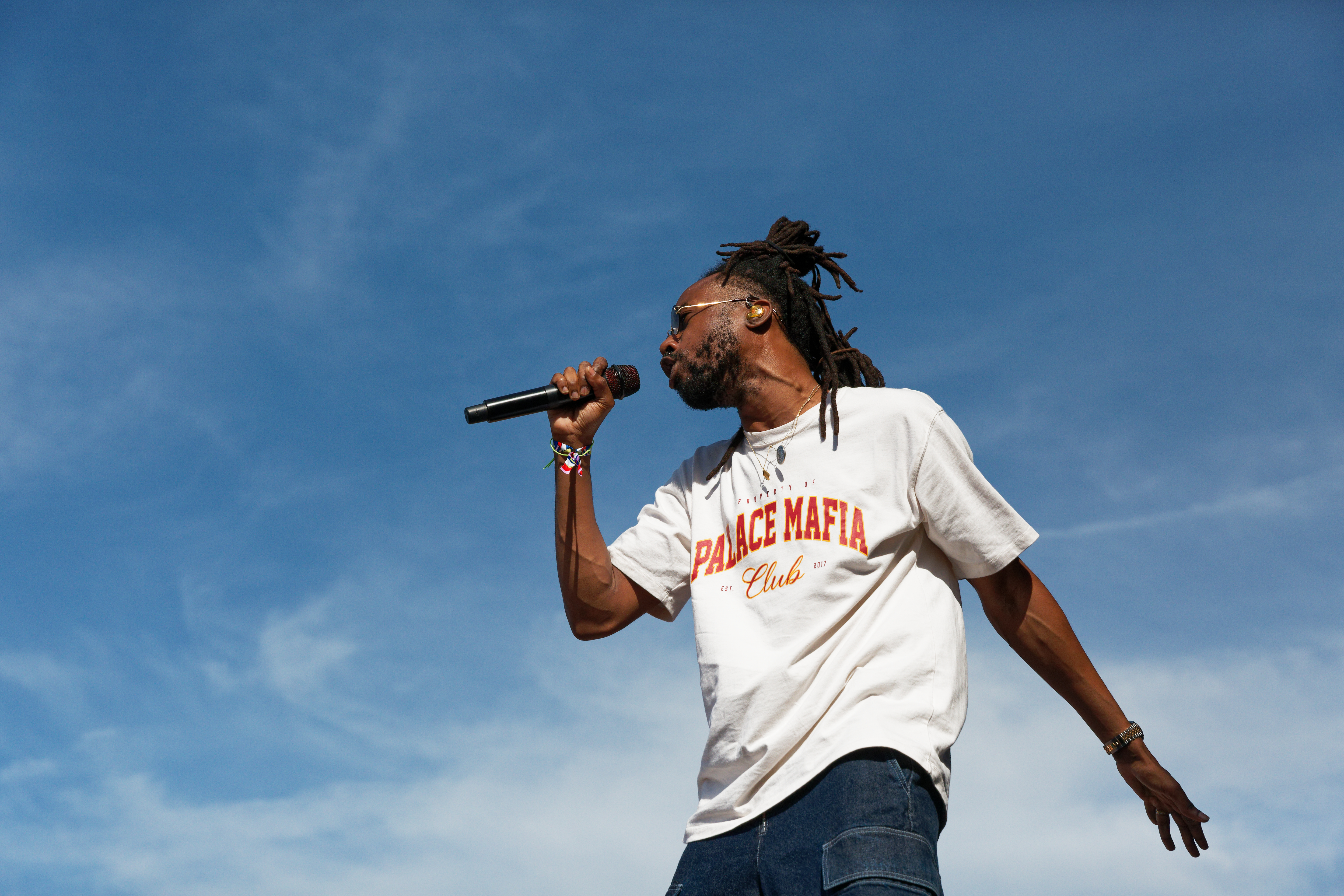
Luidji (2022)

Luidji (* 22. Januar 1991 in Villiers-le-Bel; bürgerlich Luidji Jordan Alexis) ist ein französischer Rapper.

## Leben
Im Alter von 15 Jahren begann er, erste Texte zu schreiben. 2009 erschien mit Freshness sein erstes Mixtape.
2015 gründete er sein eigenes Musiklabel Foufoune Palace Records2 als Sublabel von Def Jam.
Sein 2023 erschienenes Album Saison 00 erreichte Platz zwei in Frankreich sowie die Chartspitze in Wallonien.

## Diskografie

### Alben
| Jahr | Titel Musiklabel                                                                    | Höchstplatzierung, Gesamtwochen, AuszeichnungChartplatzierungen (Jahr, Titel, Musiklabel, Platzierungen, Wochen, Auszeichnungen, Anmerkungen) | Höchstplatzierung, Gesamtwochen, AuszeichnungChartplatzierungen (Jahr, Titel, Musiklabel, Platzierungen, Wochen, Auszeichnungen, Anmerkungen) | Höchstplatzierung, Gesamtwochen, AuszeichnungChartplatzierungen (Jahr, Titel, Musiklabel, Platzierungen, Wochen, Auszeichnungen, Anmerkungen) | Anmerkungen                               |
| Jahr | Titel Musiklabel                                                                    | FR | BEW | CH | Anmerkungen                               |
| ---- | ----------------------------------------------------------------------------------- | --- | --- | --- | ----------------------------------------- |
| 2019 | Tristesse Business: Saison 1 Foufoune Palace Bonjour (UMG)                          | FR57 Platin · (21 Wo.)FR | BEW17 (120 Wo.)BEW | — | Erstveröffentlichung: 26. April 2019      |
| 2020 | Boscolo exedra Foufoune Palace Bonjour (UMG)                                        | FR88 (1 Wo.)FR | — | — | Erstveröffentlichung: 22. Oktober 2019 EP |
| 2023 | Saison 00 Foufoune Palace Bonjour (UMG)                                             | FR2 Platin · (… Wo.)FR | BEW1 (… Wo.)BEW | CH11 (3 Wo.)CH | Erstveröffentlichung: 22. Juni 2023       |
| 2024 | Tristesse Business - Final Tour - Live Paris 20.11.24 Foufoune Palace Bonjour (UMG) | FR169 (1 Wo.)FR | — | — | Erstveröffentlichung: 22. Dezember 2024   |

Weitere Alben
- 2009: Freshness (Mixtape)

### EPs
- 2020: Boscolo exedra

### Singles
| Jahr | Titel Album                           | Höchstplatzierung, Gesamtwochen, AuszeichnungChartplatzierungen (Jahr, Titel, Album, Platzierungen, Wochen, Auszeichnungen, Anmerkungen) | Höchstplatzierung, Gesamtwochen, AuszeichnungChartplatzierungen (Jahr, Titel, Album, Platzierungen, Wochen, Auszeichnungen, Anmerkungen) | Höchstplatzierung, Gesamtwochen, AuszeichnungChartplatzierungen (Jahr, Titel, Album, Platzierungen, Wochen, Auszeichnungen, Anmerkungen) | Anmerkungen                                                          |
| Jahr | Titel Album                           | FR | BEW | CH | Anmerkungen                                                          |
| --- | ------------------------------------- | --- | --- | --- | -------------------------------------------------------------------- |
| 2017 | Pour deux âmes solitaires (Part. 1) – | FR114 Diamant · (52 Wo.)FR | — | — | Erstveröffentlichung: 9. November 2017 Charteinstieg in FR erst 2023 |
| Folgende Lieder erschienen nicht als Single, wurden aber durch das Album zum Download und Streaming bereitgestellt und konnten somit eine Platzierung erlangen: |                                       | | | |                                                                      |
| |                                       | | | |                                                                      |
| 2020 | Boscolo exedra                        | FR197 (1 Wo.)FR | — | — |                                                                      |
| 2023 | Reste en Vie Saison 00                | FR63 Platin · (18 Wo.)FR | — | — |                                                                      |
| 2023 | Alexis Saison 00                      | FR97 Gold · (4 Wo.)FR | — | — |                                                                      |
| 2023 | Téléfoot Saison 00                    | FR126 (1 Wo.)FR | — | — |                                                                      |
| 2023 | Joueur 1 Saison 00                    | FR146 (1 Wo.)FR | — | — |                                                                      |
| 2023 | Monde Saison 00                       | FR168 Platin · (2 Wo.)FR | — | — | feat. Ryan Koffi                                                     |
| 2023 | Sérénade Saison 00                    | FR172 (1 Wo.)FR | — | — |                                                                      |
| 2023 | Bahia Saison 00                       | FR190 (1 Wo.)FR | — | — |                                                                      |

Weitere Lieder
- 2018: Foufoune Palace (FR: Platin)
- 2019: Gisèle (Part 4) (FR: Platin)
- 2019: Système (FR: Platin)
- 2019: Néons rouges/Belles chansons (FR: Platin)
- 2019: Le remède (FR: Gold)
- 2019: Tu le mérites (FR: Gold)
- 2019: Mauvais réflexe (FR: Gold)
- 2020: Le rouge (FR: Gold)
- 2023: Miskine (FR: Gold)